# Insolvenzgericht
Ein Insolvenzgericht ist in Deutschland zuständig für die Durchführung des Insolvenzverfahrens – sowohl der Regelinsolvenz für Unternehmen, Selbständige und Freiberufler, als auch der Verbraucherinsolvenz für natürliche Personen. Das Insolvenzgericht entscheidet über den Insolvenzantrag, bestimmt einen Insolvenzverwalter und prüft beim Verbraucherinsolvenzverfahren Anträge zur Restschuldbefreiung.

## Zuständigkeitenregelung
Die Zuständigkeit regelt § 3 der Insolvenzordnung (InsO). Demnach ist örtlich immer das Amtsgericht in der Gemeinde zuständig, in welcher der Schuldner seinen allgemeinen Gerichtsstand hat. Eine Ausnahme besteht dann, wenn der allgemeine Gerichtsstand nicht den Mittelpunkt der wirtschaftlichen Tätigkeiten des Schuldners darstellt. In diesem Fall ist das Insolvenzgericht zuständig, in dessen Bezirk dieser Ort fällt. Nach § 2 Absatz 2 der Insolvenzordnung können die Länder zur schnelleren Abwicklung des Insolvenzverfahrens zusätzliche oder andere Amtsgerichte bestimmen. Die Bezirke haben ebenfalls die Möglichkeit, abweichende Insolvenzgerichte festzulegen. In der Praxis bedeutet dies, dass in der Regel nur die Amtsgerichte Insolvenzgerichte sind, an deren Ort sich ein Landgericht befindet.

## Aufgaben des Insolvenzgerichts
Die Aufgaben des Insolvenzgerichts umfassen alle Entscheidungen, die mit dem Insolvenzverfahren einhergehen. Das Insolvenzgericht
- prüft den Antrag auf Insolvenzeröffnung und gibt ihm durch Eröffnung des Insolvenzverfahrens statt bzw. lehnt ihn ab,
- trifft bis zur Entscheidung über den Insolvenzantrag vorläufige Maßnahmen gemäß § 21 InsO (z. B. Bestellung eines vorläufigen Insolvenzverwalters),
- setzt ggf. einen vorläufigen Gläubigerausschuss ein,
- bestellt den Insolvenzverwalter,
- beaufsichtigt den Insolvenzverwalter,
- führt das Schuldenbereinigungsplanverfahren durch, in dem zunächst ein Schuldenbereinigungsplan durch den Schuldner und bei dessen Ablehnung durch das Insolvenzgericht vorgelegt wird,
- ruft die Gläubigerversammlung ein, in welcher der endgültige Insolvenzverwalter benannt und eventuell ein Gläubigerausschuss eingesetzt wird[1],
- fordert ggf. fortgeschriebene standardisierte (Zwischen-)Berichte (ForStaB) an[2].

Den Antrag auf Eröffnung eines Insolvenzverfahrens kann sowohl der Schuldner als auch ein Gläubiger stellen. Ausschlaggebend für die Eröffnung des Verfahrens ist eine ausreichende Begründung. Gründe für eine Insolvenz sind durch Zahlungsunfähigkeit, drohende Zahlungsunfähigkeit (sofern der Antrag durch den Schuldner gestellt wird) und Überschuldung (bei juristischen Personen) gegeben.
Die Eröffnung von Insolvenzverfahren wie auch Sicherungsmaßnahmen werden von den Insolvenzgerichten auf einer öffentlich zugänglichen Internetseite (Insolvenzbekanntmachungen) bekannt gemacht.